# Curba Piccola
Curba Piccola (in croato: Kurba Mala), secondo vecchi testi e mappe: Curva grande, Curva-Velika grande o scoglio Kurba, è un isolotto disabitato della Dalmazia settentrionale, in Croazia, situato a nord di Zut, nel mar Adriatico; fa parte delle isole Incoronate. Amministrativamente appartiene al comune Morter-Incoronate, nella regione di Sebenico e Tenin.

## Geografia
Curba Piccola si trova tra le isole di Laudara e Sit, e tra il canale di Mezzo (Srednji kanal) a nord e il canale di Sit (Sitski kanal) a sud-est. L'isolotto è nettamente diviso in due parti da un istmo; la parte occidentale, quella più estesa, ha un'elevazione di 37 m, quella orientale di 45 m; in totale è lungo circa 1,5 km, ha una superficie di 0,423 km² e uno sviluppo costiero di 3,86 km. È circondato da altri isolotti e scogli.

### Isole adiacenti
- Scoglich[7] (Pelin), piccolo scoglio con un'area di 2784 m²[10], 400 m a nord-est, tra Curba Piccola e Brusgnacco 43°55′33.24″N 15°16′32.08″E.
- Busikovaz[7] o Lazzaretto[5][6] (Božikovac), scoglio rotondeggiante, misura circa 130 m[2] di diametro, ha un'area di 0,0109 km²[10], uno sviluppo costiero di 393 m[10] e un'altezza di 9,8 m[2]; si trova 620 m[2] a nord-ovest di Curba Piccola 43°55′57″N 15°15′09″E.
- Balabra Grande (Balabra Velika), a nord-ovest della punta settentrionale di Sit.
- Brisgnago (Brušnjak), a est a circa 430 m[2].
- Boronigo[4][11] o Gorovnik[7] (Borovnik), isolotto di forma triangolare, misura circa 220 m[2], ha una superficie di 0,033 km²[10], uno sviluppo costiero di 725 m[10] e un'altezza di 24 m; si trova a nord-est di Brusgnacco 43°55′37″N 15°17′16″E. Tra Boronigo e Brisgnago c'è uno scoglio che li collega e in alcune vecchie mappe erano segnati come un unico isolotto chiamato Bruch[5][6].
- Roncich[12], Socici[4], Koncich[5] o scoglio Loncich[7] (Rončić), scoglio a sud, a 1,5 km circa[2], tra Curba Piccola e Zut; ha un'area di 0,016 km²[1], uno sviluppo costiero di 0,52 km[1] e un'altezza di 6 km[2] 43°54′23″N 15°16′26″E.
- Scogli Scala (Skala Velika e Skala Mala), a sud.

### Cartografia
- (HR) Mappa topografica della Croazia 1:25000, su preglednik.arkod.hr. URL consultato il 1º luglio 2017.
- G. Giani, Carta prospettiva delle Comuni censuarie della Dalmazia, foglio 2, 1839. Fondo Miscellanea cartografica catastale, Archivio di Stato di Trieste.
- Carta di cabottaggio del mare Adriatico, foglio VII, Milano, Istituto geografico militare, 1822-1824. URL consultato il 1º luglio 2017 (archiviato dall'url originale il 13 aprile 2013).